# Zona Liberă Curtici-Arad
Zona Liberă Curtici-Arad (cunoscută și ca Free Trade Zone Curtici Arad este un parc industrial din județul Arad.
Investițiile în Free Trade Zone Curtici Arad au depășit, la sfârșitul anului 2005, valoarea de 130 de milioane de euro, .
În iulie 2007, în parcul industrial erau aproximativ 150 de firme, care au creat 4.500 de locuri de muncă, investițiile în infrastructură totalizând zece milioane de euro.
Free Trade Zone Curtici Arad are o suprafață de 90 de hectare, din care platforma Curtici se întinde pe 75 de hectare.
Free Trade Zone Curtici Arad a fost înființată în anul 1999, se întinde pe o suprafață de 90 ha, și este formată din două platforme, Platforma Curtici este amplasată în vecinătatea orașului Curtici, la o distanta de aproximativ 30 km fata de autostrada A1, care face parte din Coridorului IV pan-european de transport, făcând legătura cu autostrada M43 din Ungaria, spre Budapesta, iar cealaltă platformă, Platforma Aeroport este situată în partea de vest a municipiului Arad.
Free Trade Zone Curtici Arad este singura zona libera care este amplasata în apropierea a cinci puncte  vamale (Curtici, Nădlac  1, Nadlac 2 – situată pe autostrada A1, Turnu și Vărșand), având trei căi de acces (rutier, feroviar și aerian).
În Free Trade Zone Curtici Arad își desfășoară activitatea importante companii internaționale, care operează în industria maselor plastice, a mobilierului, industria textilelor, industria automobilelor, precum și logistica și transport.
Companiile care operează în Free Trade Zone Curtici Arad, beneficiază de faptul ca toate mărfurile care intra în aceasta zona sunt considerate ca fiind în afara teritoriului vamal al Uniunii Europene, și astfel taxele vamale vor fi plătite doar în momentul în care bunurile vor fi puse în circulație în spațiul Uniunii Europene, și vor fi scutite de plata taxelor vamale dacă sunt exportate în afara spațiului Uniunii Europene.
Toate companiile care operează în spațiul Free Trade Zone Curtici Arad, beneficiază de mai multe facilități, astfel ca se poate transfera peste hotare capitalul și profitul, se poate schimba originea mărfurilor, iar staționarea în zona liberă este nelimitată în timp. Pentru investiții, terenurile se pot concesiona pe o perioada de 49 de ani, sau pot fi închiriate pe o perioada de maxim 5 ani.